# Burolo
Burolo is een gemeente in de Italiaanse provincie Turijn (regio Piëmont) en telt 1338 inwoners (31-12-2004). De oppervlakte bedraagt 5,5 km², de bevolkingsdichtheid is 243 inwoners per km².

## Demografie
Burolo telt ongeveer 518 huishoudens. Het aantal inwoners steeg in de periode 1991-2001 met 2,0% volgens cijfers uit de tienjaarlijkse volkstellingen van ISTAT.

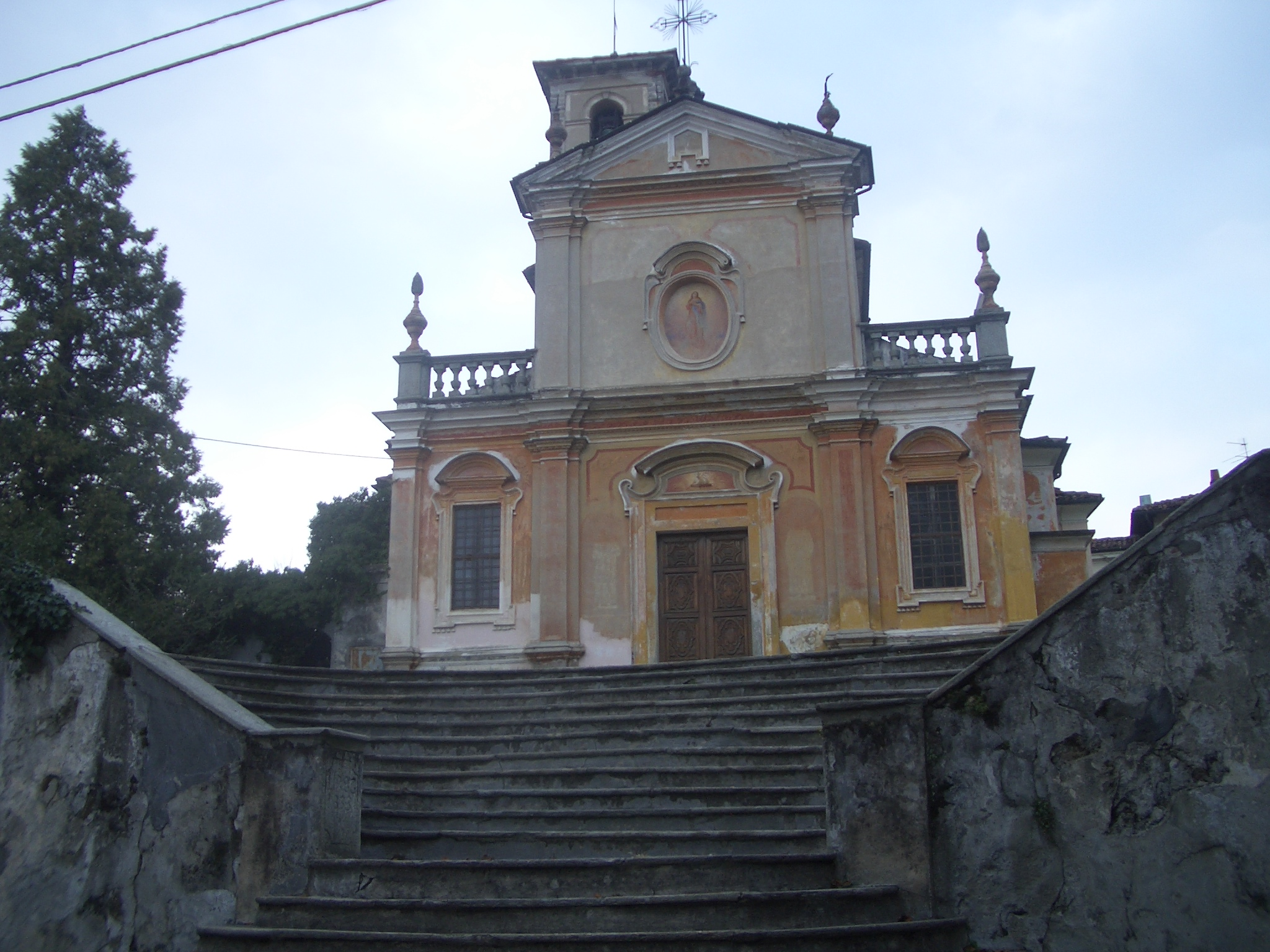
Parochiekerk van Burolo

| Jaar | Inwoneraantal |
| ---- | ------------- |
| 1991 | 1322          |
| 2001 | 1349          |

## Geografie
Burolo grenst aan de volgende gemeenten: Chiaverano, Torrazzo (BI), Bollengo, Ivrea, Cascinette d'Ivrea.